# Трохи темного світу
«Трохи темного світу» (англ. A Bit of the Dark World) — науково-фантастична повість Фріца Лайбера, вперше опубліковане журналом «Fantastic Stories of Imagination» в лютому 1962 року.

## Сюжет
Письменник творів жахів та психолог Франц Кінцман віз своїх гостей сценаристів фільмів-жахів Глена та Вікі на вікенд у свій будиночок над обривом в Малому Платановому каньйоні (англ. Little Sycamore Canyon) в горах Санта-Моніки. Разом з ними їхав містер Мортенсон, якого вони підвозили додому.
Зупинившись біля однієї з придорожних скель, містер Кінцман попросив всіх подивитись на неї і одразу записати все незвичне, що вони побачать:
- Вікі побачила палаючого чорного тигра;
- Глен — великого чорного павука, що затягував чорну павутину;
- Кінцман — чорну даму в мантії з чорних ниток;
- містер Мортенсон побачив тільки трьох переляканих людей, які вирячились на скелю.

Вікі пожартувала, що Мортенсон не побачив нічого, бо не їхав з ними. Побачене досить швидко зникло. Подорозі вони обговорювали містику, границі відомого та страх перед невідомим, яке може зустрітись, наприклад, в космосі. Висадивши містера Мортенсона, вони доїхали до будинка на скелі, який Кінцман купив у родичів попереднього власника, який загинув в цих горах в автокатастрофі. Містер Кінцман жив в ньому з дружиною та двома синами, але всі вони загинули недавно в авіакатастрофі.
Після вечері, Кінцман вивів Глена на двір і спитав чи не бачить він чогось незвичного на протилежному боці каньйону. Глен знову побачив великого чорного павука. Тоді містер Кінцман признався, що він навмисно їх привіз, щоб упевнитись, що він не втратив глузд.
Далі до сутінків вони обговорювали будову світу, припускаючи, що не може все бути утвореним так просто із атомів, а повинен ще бути якийсь базовий порожній (темний) простір, в якому діють такі ж базові божественні сили, які по своїй волі направляють і наповнюють наш Всесвіт, який є поміщеним в цей базовий.
Несподівано вони почули крик Вікі з будинку і забігши в будинок, Глен в темноті побачив того самого темного павука, ще більш темного ніж темрява. Він розгубився, але з'явився Кінцман з ліхтарем і павук зник.
Посеред ночі Вікі і Глен проснулись і дивлячись на зорі побачили, як їх кольорова гама почала мінятись. Предмети в темноті отримали легкі світлі контури, а світлі предмети чи саме світло стало темрявою. Спроба увімкнути освітлення, підтвердила цю зміну.
Вони розбудили Кінцмана і він порадив їм негайно виїхати з будинку. Збираючись вони побачили появу великої темної дами (Mater Tenebrarum), яка розкришила пальцями силует Кінцмана і забрала рештки.
Вони виїхали з будинку не маючи можливості використати фари аж допоки не виїхали на головну дорогу. Після цього інверсія світла і темряви припинилась і вони побачили у світанку, як зсув скелі знищив будинок не залишивши навіть обломків.